# A Will Away
Gli A Will Away sono un gruppo musicale statunitense formatosi a Naugatuck nel 2011. Attualmente sono sotto contratto con la Rude Records.

## Formazione

### Formazione attuale
- Matthew Carlson – voce solista, chitarra ritmica (2011-presente)
- Collin Waldron – chitarra solista, cori (2011-presente)
- Sean Dibble – batteria (2011-presente)
- John McSweeney – basso, cori (2013-presente)

### Ex componenti
- Ryan Cool – chitarra ritmica, cori (2011-2014)
- Aaron Johnson – basso, cori (2011-2012)

### In tour
- Paul Beladino – chitarra, cori (2017)

## Discografia

### Album in studio
- 2012 – Product of Your Environment
- 2017 – Here Again (Triple Crown Records)

### EP
- 2011 – Not Far From Home
- 2013 – Cold Weather (Giant MKT)
- 2015 – Bliss (Quiet Fire Media, Triple Crown Records)
- 2015 – More Bliss (Triple Crown Records)
- 2018 – Hear Again (Triple Crown Records)
- 2019 – Soup (Triple Crown Records)

#### EP split
- 2013 – The Stolen/A Will Away Acoustic Split (Mayflower Collective)
- 2013 – A Will Away/Cross Town Train Christmas Split (Mayflower Collective)
- 2014 – A Will Away/Head North Split (Giant MKT)

## Videografia

### Video musicali
- 2014 – Dusk/Transparent People
- 2015 – Cheap Wine
- 2015 – My Sitter
- 2017 – Here Again
- 2017 – Gravity
- 2021 – Re-Up
- 2021 – Spittin' Chicles
- 2021 – Karma
- 2021 – Speechless (lyric)